# IPhone XS
Das iPhone XS (Eigenschreibweise mit 🅂 oder Kapitälchen) ist ein Smartphone der iPhone-Reihe des US-amerikanischen Unternehmens Apple. Es ist der Nachfolger des iPhone X und wurde von Apple-CEO Tim Cook  im Apple Park gemeinsam mit dem preisgünstigeren iPhone XR am 12. September 2018 erstmals der Öffentlichkeit vorgestellt. Es ist vor allem durch seine zwei Hauptkameras von diesem unterscheidbar. Als Prozessor kommt Apples eigener System-on-a-Chip (SoC) Apple A12 Bionic zum Einsatz. Verkaufsstart war der 21. September 2018. 
Das iPhone XS gibt es auch in der Ausführung iPhone XS Max mit größerem Bildschirm, Apples erstes Phablet mit randlosem Display.
Mit Vorstellung der Nachfolgermodelle iPhone 11 und 11 Pro wurde die Produktion von iPhone XS und XS Max nach einem Jahr eingestellt.

## Modellbezeichnung
Laut Herstellerangabe steht „das X im Namen als römische Ziffer für die Zahl Zehn“. Für den dahinter stehenden Buchstaben S, der auch bei früheren Modellen vorkommt, nennt der Hersteller keine Bedeutung.

## Design
Das Design des iPhone XS entspricht dem des Vorgängers iPhone X. Das iPhone XS gibt es in drei verschiedenen Farbvarianten mit den Bezeichnungen Space Grau (englisch Space Gray), Silber, und erstmals auch Gold. Auf der Rückseite finden sich zwei Kameralinsen, auf der Vorderseite eine Frontkamera. Das Apple-Logo auf der Rückseite befindet sich im oberen Bereich, der iPhone-Schriftzug im unteren. Die Rückseite besteht wie beim Vorgänger aus Glas, um induktives Laden zu ermöglichen. Das Glas im Kameragehäuse und das der restlichen Rückseite ist glänzend. Die vier Ecken sind abgerundet. Das iPhone XS ist 143,6 Millimeter hoch, 70,9 Millimeter breit, 7,7 Millimeter tief und wiegt 177 Gramm.

## Technische Daten
Das iPhone XS ist nach IEC-Norm 60529 unter IP68 klassifiziert und damit bis zu 30 Minuten in einer Wassertiefe von bis zu 2 Metern vor Eindringen von Wasser geschützt.

### Display
Das 5,8″-Display hat eine Auflösung von 2436 × 1125 Pixeln, was einer Pixeldichte von 458 ppi entspricht. Die Bildwiederholrate beträgt, wie bei bisherigen iPhones üblich, 60 Hz. Es unterstützt die Ausgabe von HDR-Inhalten und stellt den P3-Farbraum dar. Das typische Kontrastverhältnis beträgt 1.000.000:1. Die maximale Helligkeit beträgt 625 Nits. Zudem bietet das Display Unterstützung für TrueTone. Apple bezeichnet das Display als ein „Super-Retina-Display“.

### Prozessor
Apple verwendet im iPhone XS den eigenen Apple A12 Bionic-System-on-a-Chip. Gefertigt wird der Prozessor im 7-nm-Verfahren. Die Größe des Arbeitsspeichers beträgt 4 GB LPDDR4X, die verfügbaren Speichergrößen sind 64, 256 oder 512 GB.
International wird in iPhone XS und XS Max Dual-SIM in Form einer Nano-SIM und einer eSIM unterstützt. Auf dem chinesischen Festland, in Hongkong und Macau wird das iPhone XS Max mit einem dualen Nano-SIM-Fach und ohne eSIM geliefert. Das Modell iPhone XS nimmt dort keine eSim auf.

### Kameras und Ton
Die Kameras hat Apple im Vergleich zum Vorgänger verbessert. Das iPhone XS besitzt eine 12-Megapixel-Zweifach-Kamera mit Weitwinkel- und Teleobjektiv. Das Teleobjektiv hat eine Offenblende von ƒ/2,4, die Größe der Pixel beträgt wie beim Vorgänger 1,0 μm. Das Weitwinkel-Objektiv hat eine maximale Offenblende von ƒ/1,8, die Größe der Pixel ist von 1,22 μm beim Vorgänger auf 1,4 μm gewachsen. Dadurch ist bei Fotos ein zweifacher optischer und bis zu zehnfacher digitaler Zoom möglich, bei Videos ein zweifacher optischer und bis zu sechsfacher digitaler Zoom. Die Kameras verfügen zudem über eine optische Bildstabilisierung.
Die Frontkamera nimmt mit 7 Megapixel auf, die größte Offenblende der Frontkamera beträgt ƒ/2,2. Die maximale Videoauflösung der Frontkamera beträgt 1080p mit bis zu 60 fps. 
Die iPhones XS, XS Max und das zeitgleich erschienene XR sind die ersten Apple-Smartphones, die Videos mit Stereo-Tonspur aufzeichnen.

### Akku
Der Akku hat eine Kapazität von 2.659 mAh, etwas weniger als der Vorgänger. Dennoch gibt Apple an, dass das iPhone XS bei normaler Nutzung 30 Minuten länger hält als das iPhone X, was auf eine gesteigerte Effizienz der Komponenten zurückzuführen ist. Der Akku unterstützt Schnellladen und kann über den Lightning-Anschluss mit einem entsprechenden Netzteil in 30 min auf 50 % seiner Kapazität geladen werden.
Das iPhone XS kann auch mit Qi-Ladegeräten mit 7,5 W kabellos geladen werden.

### Display und Akku des XS Max
Die technischen Spezifikationen des iPhone XS Max stimmen mit denen des iPhone XS weitgehend überein. Die Unterschiede sind:
- Es hat eine größere Bildschirmdiagonale von 6,5″ mit einer Auflösung von 2688 × 1242 Pixel (entspricht 458 ppi).
- Die Gehäuseabmessungen (H × B × T) betragen 157,5 mm × 77,4 mm × 7,7 mm. Das Gewicht beträgt 208 g.
- Der Akku hat eine Kapazität von 3.179 mAh und damit eine längere Laufzeit: Nach Angaben von Apple ist sie bis zu einer Stunde länger bei der Videowiedergabe und bis zu fünf Stunden länger bei der Musikwiedergabe und der Sprechdauer.

## Preis
Zur Vorbestellung am 14. September 2018 lagen die Preise des iPhone XS für die Varianten mit 64, 256 und 512 GB bei 1.149 €, 1.319 € und 1.549 €. Damit waren die Preise im Vergleich zum iPhone X unverändert. Die Variante mit 512 GB war beim iPhone X nicht erhältlich. Das iPhone XS Max kostete jeweils 100 € mehr, also 1.249 €, 1.419 € und 1.649 €.
Mit der Vorstellung des iPhone 11 Pro am 10. September 2019 wurde der Verkauf des iPhone XS eingestellt.
| Modell        | Speicher | 14. September 2018 |
| ------------- | -------- | ------------------ |
| iPhone XS     | 64 GB    | 1.149 € (1.397 €)  |
| iPhone XS     | 256 GB   | 1.319 € (1.603 €)  |
| iPhone XS     | 512 GB   | 1.549 € (1.883 €)  |
| iPhone XS Max | 64 GB    | 1.249 € (1.518 €)  |
| iPhone XS Max | 256 GB   | 1.419 € (1.725 €)  |
| iPhone XS Max | 512 GB   | 1.649 € (2.005 €)  |